# TNIP1
La proteína 1 de interacción con TNFAIP3 (TNIP1), también conocida como ABIN-1, es una proteína codificada en humanos por el gen tnip1.

## Interacciones
La proteína TNIP1 ha demostrado ser capaz de interaccionar con:
- TNFAIP3[4]
- MAPK1[5]

## Implicaciones patológicas
Se ha demostrado que las variaciones genéticas de TNIP1 se asocian con el desarrollo de enfermedades autoinmunes entre las que se incluyen: 
- Lupus eritematoso sistémico.[6][7]
- Psoriasis.[8]
- Artritis psoriásica.[9]
- Esclerodermia sistémica.[10]
- Nefritis lúpica.[11]
- Hepatitis autoinmune.[12]

La pérdida o deficiencia de TNIP1 no solo promueve un estado hiperinflamatorio, sino que, además, produce respuestas autoinmunes a través de una estimulación exacerbada de los receptores tipo toll-like (TLRs).
Asimismo, nuevos estudios de GWAS han demostrado que las variaciones genéticas de TNIP1 se asocian con el desarrollo de Alzheimer esporádico o de inicio tardío (LOAD).

## Regulación
El gen TNIP1 está regulado co-transcripcionalmente por BCL3, un gen implicado en el procesamiento del péptido β amiloide por la vía amiloidogénica (con formación de Aβ42) en individuos portadores del alelo APOEε4.